# Грузде, Андрис
А́ндрис Гру́зде (латыш. Andris Gruzde; 18 февраля 1969, Резекне, Латвийская ССР, СССР) — советский и латвийский футболист, игравший на позиции вратаря.
Воспитанник детско-юношеской спортивной школы города Резекне, первым тренером являлся В. Евсеев. В сезоне 1988 года Андрис Грузде был заявлен за елгавский РВСМ-РАФ, который выступал в 5-й зоне Второй лиге СССР, в качестве третьего вратаря.
В 1990-х и 2000-х годах Андрис Грузде выступал за резекненские футбольные клубы в Высшей лиге, а позже и в Первой лиге Латвии.
После завершения своей профессиональной карьеры, Андрис Грузде выступает за ветеранскую сборную города Резекне по мини-футболу, с которой в 2010 году победил на 47-х ветеранских спортивных играх в Бауске.
В январе 2011 года Андрис Грузде был удостоен награды «Лауреат спорта — 2010» от Резекненской городской думы, за достижения в движении ветеранов спорта по мини-футболу